# Justine Kielland
Justine Kielland, née le 22 novembre 2002 à Bærum, est une footballeuse norvégienne, qui joue au poste de milieu de terrain au VfL Wolfsburg.

## Carrière en club

### Stabæk (2016-2023)
Chez les juniors, elle a joué à Fossum avant de rejoindre Stabæk juste avant la saison 2016 où elle fait ses débuts en première division norvégienne, la Toppserien, en août 2018.
Quelque saisons plus tard, elle s'impose comme une joueuse clé de l'équipe et est récompensée par une nomination dans l'équipe de l'année de la Toppserien en 2022.
Lors de son départ pour Brann en 2023, elle devient la plus grosse vente de l'histoire de la filière féminine de Stabæk.

### Brann (2023-2024)
En août 2023, elle franchit un cap en signant un contrat de trois ans avec Brann, champion de Norvège en 2022.
C'est au sein du club de Bergen qu'elle va découvrir la Ligue des Champions. Elle inscrit deux buts lors de cette campagne historique : contre Glasgow en phase de qualification, puis contre Sankt Pölten en phase de groupes. L'équipe de Kielland s'arrête en quart de finale après s'être inclinée contre les futures championnes de Barcelone (5-2 cumulé).

### Wolfsburg (2024–)
Le 1er juillet 2024, Kielland est annoncée du côté du grand club allemand du VfL Wolfsburg pour un contrat de 3 saisons.

## Carrière en équipe nationale
Kielland a joué pour les équipes nationales U18, U23 et Sénior de Norvège.
Elle a été appelée pour la première fois dans l'équipe A norvégienne en octobre 2023.
Elle dispute ses premières minutes au sein de l'équipe nationale A le 27 février 2024, lors de la seconde mi-temps du match de Ligue des Nations contre la Croatie à la SR-Bank Arena.

## Vie personnelle
Lors de son passage à Stabæk, elle a entamée une relation avec le joueur norvégien Oliver Valaker Edvardsen.
Kielland a terminée l'école Norvégienne de Sport Élite en 2021, puis a étudié à Oslo pour pouvoir continuer à jouer pour l'équipe de Stabæk.